# Busachi
Busachi (sardisk: Busàche) er en by og en kommune (comune) i provinsen Oristano i regionen Sardinien i Italien. Byen ligger i 379 meters højde og har 1.291 indbyggere (2016). Kommunen har et areal på 59,03 km² og grænser til kommunerne Allai, Fordongianus, Ghilarza, Samugheo, Ortueri og Ula Tirso.